# 劉進國
劉進國，奉天人，清朝政治人物。貢生出身。
順治七年，接替張得用，擔任江蘇宜興縣知縣。順治八年十月初九革提，總督馬國柱參。九月十二秦世禎劾。后由張世則接任。